# Élections législatives de 1978 dans la Manche
Les élections législatives françaises de 1978 se déroulent les 12 et 19 mars 1978. Dans le département de la Manche, cinq députés sont à élire dans le cadre de cinq circonscriptions.

## Élus
| Circonscription | Député sortant     | Parti | Parti | Député élu ou réélu | Parti | Parti     |
| --------------- | ------------------ | ----- | ----- | ------------------- | ----- | --------- |
| 1re             | Jean-Marie Daillet |       | CDS   | Jean-Marie Daillet  |       | UDF (CDS) |
| 2e              | Émile Bizet        |       | RPR   | Émile Bizet         |       | RPR       |
| 3e              | Henri Baudouin     |       | RI    | Henri Baudouin      |       | UDF (PR)  |
| 4e              | Pierre Godefroy    |       | RPR   | Pierre Godefroy     |       | RPR       |
| 5e              | Louis Darinot      |       | PS    | Louis Darinot       |       | PS        |

## Résultats

### Résultats à l'échelle du département
| Parti          | Parti                              | Premier tour | Premier tour | Second tour | Second tour | Sièges |
| Parti          | Parti                              | Voix         | %            | Voix        | %           | Sièges |
| -------------- | ---------------------------------- | ------------ | ------------ | ----------- | ----------- | ------ |
|                | Union pour la démocratie française | 92 751       | 35,66        | 116 285     | 46,46       | 2      |
|                | Rassemblement pour la République   | 57 580       | 22,14        | 55 909      | 22,34       | 2      |
|                | Divers droite                      | 9 749        | 3,75         |             |             | 0      |
|                | Majorité présidentielle            | 160 080      | 61,55        | 172 194     | 68,80       | 4      |
|                |                                    |              |              |             |             |        |
|                | Parti socialiste                   | 51 023       | 19,62        | 78 085      | 31,20       | 1      |
|                | Parti communiste français          | 21 509       | 8,27         |             |             | 0      |
|                | Union de la gauche                 | 72 532       | 27,89        | 78 085      | 31,20       | 1      |
|                |                                    |              |              |             |             |        |
|                | Écologie 78                        | 16 516       | 6,35         |             |             | 0      |
|                | Extrême gauche                     | 6 166        | 2,37         | 0           |             |        |
|                | Parti socialiste unifié            | 4 802        | 1,85         | 0           |             |        |
|                |                                    |              |              |             |             |        |
| Inscrits       | Inscrits                           | 316 210      | 100,00       | 316 110     | 100,00      | 5      |
| Abstentions    | Abstentions                        | 51 895       | 16,41        | 54 484      | 17,24       |        |
| Votants        | Votants                            | 264 315      | 83,59        | 261 626     | 82,76       |        |
| Blancs et nuls | Blancs et nuls                     | 4 219        | 1,6          | 11 347      | 4,34        |        |
| Exprimés       | Exprimés                           | 260 096      | 98,4         | 250 279     | 95,66       |        |

### Résultats par circonscription

#### Première circonscription (Saint-Lô)
| Candidat       | Candidat                         | Parti          | Premier tour | Premier tour | Second tour | Second tour |  |
| Candidat       | Candidat                         | Parti          | Voix         | %            | Voix        | %           |  |
| -------------- | -------------------------------- | -------------- | ------------ | ------------ | ----------- | ----------- |  |
|                | Jean-Marie Daillet sortant réélu | UDF (CDS)      | 20 430       | 38,22        | 35 886      | 67,23       |  |
|                | Jean Patounas                    | UDF (PR)       | 8 920        | 16,69        | Retrait     | Retrait     |  |
|                | Pierre Laronche                  | PS             | 8 676        | 16,23        | 17 490      | 32,77       |  |
|                | Edmond Piédagnel                 | RPR            | 6 012        | 11,25        |             |             |  |
|                | Jean Gires                       | PSU (FA)       | 4 802        | 8,98         |             |             |  |
|                | Jean-Jacques Renaud              | PCF            | 3 021        | 5,65         |             |             |  |
|                | Catherine Borras                 | LO             | 1 074        | 2,01         |             |             |  |
|                | Daniel Lenoir                    | OCT            | 524          | 0,98         |             |             |  |
|                |                                  |                |              |              |             |             |  |
| Inscrits       | Inscrits                         | Inscrits       | 64 436       | 100,00       | 64 434      | 100,00      |  |
| Abstentions    | Abstentions                      | Abstentions    | 9 929        | 15,41        | 9 993       | 15,51       |  |
| Votants        | Votants                          | Votants        | 54 507       | 84,59        | 54 441      | 84,49       |  |
| Blancs et nuls | Blancs et nuls                   | Blancs et nuls | 1 048        | 1,92         | 1 065       | 1,96        |  |
| Exprimés       | Exprimés                         | Exprimés       | 53 459       | 98,08        | 53 376      | 98,04       |  |

#### Deuxième circonscription (Avranches)
| Candidat       | Candidat                  | Parti          | Premier tour | Premier tour | Second tour | Second tour |  |
| Candidat       | Candidat                  | Parti          | Voix         | %            | Voix        | %           |  |
| -------------- | ------------------------- | -------------- | ------------ | ------------ | ----------- | ----------- |  |
|                | Émile Bizet sortant réélu | RPR            | 25 949       | 42,46        | 29 847      | 58          |  |
|                | Pierre Aguiton            | UDF (PR)       | 19 749       | 32,31        | 21 609      | 42          |  |
|                | Roger Maunoury            | PS             | 7 846        | 12,84        |             |             |  |
|                | Claude Lacoste            | PCF            | 3 938        | 6,44         |             |             |  |
|                | Claude Rayon              | Écologie 78    | 2 293        | 3,75         |             |             |  |
|                | Philippe Biville          | LO             | 1 346        | 2,2          |             |             |  |
|                |                           |                |              |              |             |             |  |
| Inscrits       | Inscrits                  | Inscrits       | 72 995       | 100,00       | 72 910      | 100,00      |  |
| Abstentions    | Abstentions               | Abstentions    | 10 817       | 14,82        | 14 492      | 19,88       |  |
| Votants        | Votants                   | Votants        | 62 178       | 85,18        | 58 418      | 80,12       |  |
| Blancs et nuls | Blancs et nuls            | Blancs et nuls | 1 057        | 1,7          | 6 962       | 11,92       |  |
| Exprimés       | Exprimés                  | Exprimés       | 61 121       | 98,3         | 51 456      | 88,08       |  |

#### Troisième circonscription (Coutances)
| Candidat       | Candidat                     | Parti          | Premier tour | Premier tour | Second tour | Second tour |  |
| Candidat       | Candidat                     | Parti          | Voix         | %            | Voix        | %           |  |
| -------------- | ---------------------------- | -------------- | ------------ | ------------ | ----------- | ----------- |  |
|                | Henri Baudouin sortant réélu | UDF (PR)       | 20 949       | 40,57        | 32 257      | 62,27       |  |
|                | Jacques Desponts             | PS             | 10 834       | 20,98        | 19 542      | 37,73       |  |
|                | André Maulme                 | RPR            | 6 855        | 13,27        |             |             |  |
|                | Daniel Meyer                 | PCF            | 4 245        | 8,22         |             |             |  |
|                | Claude Vallée                | Écologie 78    | 3 958        | 7,66         |             |             |  |
|                | Hervé Lecler                 | Divers droite  | 3 534        | 6,84         |             |             |  |
|                | Anne-Marie Chambon           | LO             | 1 268        | 2,46         |             |             |  |
|                | Jacques Ragon                | LCR            | 0            | 0            |             |             |  |
|                |                              |                |              |              |             |             |  |
| Inscrits       | Inscrits                     | Inscrits       | 63 505       | 100,00       | 63 492      | 100,00      |  |
| Abstentions    | Abstentions                  | Abstentions    | 11 006       | 17,33        | 10 545      | 16,61       |  |
| Votants        | Votants                      | Votants        | 52 499       | 82,67        | 52 947      | 83,39       |  |
| Blancs et nuls | Blancs et nuls               | Blancs et nuls | 856          | 1,63         | 1 148       | 2,17        |  |
| Exprimés       | Exprimés                     | Exprimés       | 51 643       | 98,37        | 51 799      | 97,83       |  |

#### Quatrième circonscription (Valognes)
| Candidat       | Candidat                      | Parti          | Premier tour | Premier tour | Second tour | Second tour |  |
| Candidat       | Candidat                      | Parti          | Voix         | %            | Voix        | %           |  |
| -------------- | ----------------------------- | -------------- | ------------ | ------------ | ----------- | ----------- |  |
|                | Pierre Godefroy sortant réélu | RPR            | 18 764       | 45,26        | 26 062      | 64,58       |  |
|                | Jacques Carré                 | PS             | 7 216        | 17,40        | 14 293      | 35,42       |  |
|                | Jean d'Aigneaux               | Divers droite  | 5 704        | 13,76        |             |             |  |
|                | Didier Anger                  | Écologie 78    | 5 236        | 12,63        |             |             |  |
|                | Ginette Bihel                 | PCF            | 3 311        | 7,99         |             |             |  |
|                | Amanda Helleu                 | LO             | 935          | 2,26         |             |             |  |
|                | Dominique Isbled              | Divers droite  | 296          | 0,71         |             |             |  |
|                |                               |                |              |              |             |             |  |
| Inscrits       | Inscrits                      | Inscrits       | 51 102       | 100,00       | 51 104      | 100,00      |  |
| Abstentions    | Abstentions                   | Abstentions    | 9 007        | 17,63        | 9 501       | 18,59       |  |
| Votants        | Votants                       | Votants        | 42 095       | 82,37        | 41 603      | 81,41       |  |
| Blancs et nuls | Blancs et nuls                | Blancs et nuls | 633          | 1,5          | 1 248       | 3           |  |
| Exprimés       | Exprimés                      | Exprimés       | 41 462       | 98,5         | 40 355      | 97          |  |

#### Cinquième circonscription (Cherbourg)
| Candidat       | Candidat                    | Parti          | Premier tour | Premier tour | Second tour | Second tour |  |
| Candidat       | Candidat                    | Parti          | Voix         | %            | Voix        | %           |  |
| -------------- | --------------------------- | -------------- | ------------ | ------------ | ----------- | ----------- |  |
|                | Jean Vaur                   | UDF (PR)       | 22 703       | 43,32        | 26 533      | 49,79       |  |
|                | Louis Darinot sortant réélu | PS             | 16 451       | 31,39        | 26 760      | 50,21       |  |
|                | Maurice Postaire            | PCF            | 6 994        | 13,34        |             |             |  |
|                | Alexandre Boivin            | Écologie 78    | 5 029        | 9,6          |             |             |  |
|                | Jean Payen                  | LO             | 1 019        | 1,94         |             |             |  |
|                | Simone Honoré               | Divers droite  | 215          | 0,41         |             |             |  |
|                |                             |                |              |              |             |             |  |
| Inscrits       | Inscrits                    | Inscrits       | 64 172       | 100,00       | 64 170      | 100,00      |  |
| Abstentions    | Abstentions                 | Abstentions    | 11 136       | 17,35        | 9 953       | 15,51       |  |
| Votants        | Votants                     | Votants        | 53 036       | 82,65        | 54 217      | 84,49       |  |
| Blancs et nuls | Blancs et nuls              | Blancs et nuls | 625          | 1,18         | 924         | 1,7         |  |
| Exprimés       | Exprimés                    | Exprimés       | 52 411       | 98,82        | 53 293      | 98,3        |  |